# Eupithecia dentosa
Eupithecia dentosa är en fjärilsart som beskrevs av W. Warren 1900. Eupithecia dentosa ingår i släktet Eupithecia och familjen mätare. Inga underarter finns listade i Catalogue of Life.